# He Fought for the U.S.A.
He Fought for the U.S.A. er en amerikansk stumfilm fra 1911.

## Medvirkende
- Francis X. Bushman som Frank Langdon
- Bryant Washburn som Bob Langdon
- Harry Cashman som Major Langdon
- Frank Dayton som Randolph
- Lily Branscombe som Virginia Randolph